# Стокбридж (Джорджія)
Стокбридж (англ. Stockbridge) — місто (англ. city) в США, в окрузі Генрі штату Джорджія. Населення — 28 973 особи (2020).

## Географія
Стокбридж розташований за координатами 33°32′36″ пн. ш. 84°15′27″ зх. д. / 33.54333° пн. ш. 84.25750° зх. д. (33.543235, -84.257522).  За даними Бюро перепису населення США в 2010 році місто мало площу 34,81 км², з яких 34,47 км² — суходіл та 0,34 км² — водойми.

## Демографія
Згідно з переписом 2010 року, у місті мешкало 25 636 осіб у 9499 домогосподарствах у складі 6536 родин. Густота населення становила 736 осіб/км².  Було 10312 помешкання (296/км²).
Расовий склад населення:
| - 55,7 % — чорних або афроамериканців - 28,8 % — білих - 7,6 % — азіатів - 0,3 % — корінних американців - 0,1 % — вихідців з тихоокеанських островів - 3,8 % — осіб інших рас |

До двох чи більше рас належало 3,7 %. Частка іспаномовних становила 9,5 % від усіх жителів.
За віковим діапазоном населення розподілялося таким чином: 30,5 % — особи молодші 18 років, 63,2 % — особи у віці 18—64 років, 6,3 % — особи у віці 65 років та старші. Медіана віку мешканця становила 32,4 року. На 100 осіб жіночої статі у місті припадало 86,6 чоловіків;  на 100 жінок у віці від 18 років та старших — 79,5 чоловіків також старших 18 років.
Середній дохід на одне домашнє господарство  становив 62 203 долари США (медіана — 54 283), а середній дохід на одну сім'ю — 66 942 долари (медіана — 59 241). Медіана доходів становила 47 036 доларів для чоловіків та 36 672 долари для жінок. За межею бідності перебувало 15,4 % осіб, у тому числі 22,5 % дітей у віці до 18 років та 12,9 % осіб у віці 65 років та старших.
Цивільне працевлаштоване населення становило 11 942 особи. Основні галузі зайнятості: освіта, охорона здоров'я та соціальна допомога — 22,0 %, транспорт — 11,2 %, роздрібна торгівля — 10,9 %.